# Frank Berton
Pour les articles homonymes, voir Berton.
Frank Berton, né le 4 juin 1962 à Amiens, est un avocat français spécialisé dans le droit pénal et le droit de la presse ayant prêté serment le 13 décembre 1989.

## Biographie
Frank Berton naît dans une fratrie de trois enfants. Son père est un représentant de commerce, et sa mère est une femme au foyer engagée au Parti communiste français.
Il est admis en 1989 comme avocat au barreau de Lille.
En avril 2016, il est chargé d'assurer la défense de Salah Abdeslam, seul survivant du commando terroriste des attentats du 13 novembre 2015, en compagnie de son confrère belge l'avocat Sven Mary,.
Il refuse la Légion d'honneur à deux reprises.
Frank Berton a deux cabinets, l’un à Lille, l’autre à Paris.
Il devient « parrain » de Prison Insider, une plateforme d'information sur les conditions de détention dans le monde, en 2024.

## Dossiers les plus médiatiques
Il a participé à la défense et procès de plusieurs affaires médiatisées comme l'affaire d'Outreau en 2004-2005.
En 2008, sur intervention de Nicolas Sarkozy, il est désigné en 2008 par la justice française pour suivre l'affaire Florence Cassez.
Entre 2010 et 2011, il est sur l'affaire Cottrez, une affaire d'infanticides.
En 2010, il est également sur l'affaire Ponthieux, affaire d'homicide, et dans la ville de Roubaix contre un restaurant Quick proposant exclusivement de la nourriture halal.
En 2011, il assure la défense des familles des otages français, Antoine de Léocour et Vincent Delory tués au Niger à la suite de leur enlèvement par Al-Qaïda au Maghreb islamique et mise en cause de l'armée française.
En avril 2012, il est sur l'affaire du « double homicide d'un couple de Français», Johanna Delahaye et Gérald Fontaine, ayant été assassiné à Madagascar, Tuléar en avril 2012.
En avril 2013, il est également l'avocat d'Hüseyin Topkaya, mis en examen pour homicide volontaire et tentative d’homicide pour le « drame d'Éperlecques ».
En 2014, dans l'affaire de la Ferme des mille vaches, Franck Berton il défend le groupe Ramery à la suite de dégradations de la ferme durant le chantier,.
En octobre 2014, il intervient dans l'affaire Dumortier, celle de la disparition d'Alain Dumortier à Bodrum en Turquie le 16 août 2014,.
En avril 2016, il défend Salah Abdeslam. Toujours en avril 2016, dans l'affaire Air Cocaïne, Franck Berton est l'avocat de Christophe Naudin, l'expert en sécurité aérienne qui est accusé d'avoir aidé les pilotes de SNTHS condamnés dans l'affaire « Air Cocaïne » à quitter la République dominicaine.
À partir du 12 janvier 2024, il assure la défense d'Anouchka Delon dans les litiges (accusations mensongères, abus de faiblesse...) l'opposant à ses frères Anthony et Alain-Fabien et à Hiromi Rollin à propos de la santé de l'acteur Alain Delon et de son patrimoine.

## Vie privée
Il est père de quatre enfants, issus de deux unions.   